# Unione Sportiva Salernitana 1946-1947
Questa pagina raccoglie i dati riguardanti la Unione Sportiva Salernitana nelle competizioni ufficiali della stagione 1946-1947.

## Stagione

Gipo Viani portato in trionfo dopo la promozione in Serie A

La Salernitana 1946-1947, presieduta da Domenico Mattioli e allenata da Gipo Viani vince il proprio girone di competenza, il C e guadagna la promozione in Serie A per la prima volta nella sua storia.
Una volta giunti alla vetta della classifica, nel corso della quarta giornata di campionato, la Salernitana non la lascerà più, concretizzando la vittoria del girone all'ultima giornata contro il Palermo battendolo 2-0. Per la prima volta una squadra della Campania vince il torneo cadetto.
Con una rosa composta dal libero Alberto Piccinini, il centrocampista veterano e capitano Antonio Valese, il centrocampista, veterano e uomo record di presenze Carmine Iacovazzo, gli attaccanti Elio Onorato e Vincenzo Margiotta, i granata raggiungono uno storico traguardo.
Valese, per incomprensioni con l'allenatore, dopo una lunga carriera in maglia granata a fine stagione lascerà il club e non avrà mai l'occasione di giocare in massima serie malgrado il ruolo cruciale da lui avuto per la vittoria del campionato.
Da segnalare la vicenda accaduta nella diciannovesima giornata in occasione della partita contro il Taranto: la gara venne sospesa all'86º minuto per un'invasione di campo causata da una direzione di gara poco gradita, e per lo stesso motivo l'arbitro venne colpito da un oggetto in fronte. Il punteggio prima della sospensione della gara era di 0-1 per la Salernitana con gol di Onorato segnato al minuto 80. In seguito alla vicenda, la lega squalificò lo stadio del Taranto per 4 giornate e assegnò la vittoria alla Salernitana per 2-0.

## Divise
| Casa |

## Organigramma societario
Fonte
Area direttiva
- Presidente: Domenico Mattioli
- Segretario: Antonio Pizzi

Area tecnica
- Allenatore: Gipo Viani
- Preparatore Atletico: Domenico Varricchio

Area sanitaria
- Medico Sociale: Gino Bernabò
- Massaggiatore: Angelo Carmando

## Rosa
| N. |                   | Ruolo | Calciatore        |
| -- | ----------------- | ----- | ----------------- |
|    | Italia (bandiera) | P     | Vittorio Mosele   |
|    | Italia (bandiera) | P     | Amedeo Rega       |
|    | Italia (bandiera) | P     | Nicola Lombardi   |
|    | Italia (bandiera) | D     | Ivo Buzzegoli     |
|    | Italia (bandiera) | D     | Fernando Lomi     |
|    | Italia (bandiera) | D     | Renato Pastori    |
|    | Italia (bandiera) | D     | Alberto Piccinini |
|    | Italia (bandiera) | C     | Vittorio Dagianti |
|    | Italia (bandiera) | C     | Carmine Iacovazzo |
|    | Italia (bandiera) | C     | Cesare Benedetti  |

| N. |                   | Ruolo | Calciatore                |
| -- | ----------------- | ----- | ------------------------- |
|    | Italia (bandiera) | C     | Antonio Valese (Capitano) |
|    | Italia (bandiera) | C     | Renato Tori               |
|    | Italia (bandiera) | C     | Vincenzo Voccia           |
|    | Italia (bandiera) | A     | Lelio Colaneri            |
|    | Italia (bandiera) | A     | Vincenzo Margiotta        |
|    | Italia (bandiera) | A     | Pasquale Morisco          |
|    | Italia (bandiera) | A     | Oliviero Zega             |
|    | Italia (bandiera) | A     | Elio Onorato              |
|    | Italia (bandiera) | A     | Vincenzo Volpe            |
|    | Italia (bandiera) | A     | Sebastiano Vaschetto      |

## Calciomercato
| Acquisti | Acquisti             | Acquisti   | Acquisti |
| R.       | Nome                 | da         | Modalità |
| -------- | -------------------- | ---------- | -------- |
| P        | Amedeo Rega          |            |          |
| P        | Nicola Lombardi      |            |          |
| D        | Ivo Buzzegoli        | Fiorentina |          |
| D        | Renato Pastori       |            |          |
| C        | Vittorio Dagianti    | Roma       |          |
| C        | Cesare Benedetti     | Roma       |          |
| A        | Pasquale Morisco     | Fiorentina |          |
| A        | Oliviero Zega        |            |          |
| A        | Sebastiano Vaschetto | Casale     |          |

| Cessioni | Cessioni            | Cessioni  | Cessioni |
| R.       | Nome                | a         | Modalità |
| -------- | ------------------- | --------- | -------- |
| P        | Otello Ricci        |           |          |
| P        | Gabriele Tramontano |           |          |
| D        | Carmelo Amenta      | Spezia    |          |
| D        | Adolfo Bellucci     |           |          |
| D        | M. Grassi           |           |          |
| C        | Raffaele D'Errico   |           |          |
| C        | Mario Saracino      | Scafatese |          |
| C        | Arturo Scariati     | Scafatese |          |
| A        | Amelio Gambini      |           |          |
| A        | Giuseppe Jemma      |           |          |
| A        | Armando Longhi      | Scafatese |          |
| A        | Matteo Meo          |           |          |
| A        | Paparella           |           |          |
| A        | Antonio Punzi       | Scafatese |          |
| A        | Gennaro Rizzo       |           |          |

## Risultati[5]

### Serie B

#### Girone di andata
| Cosenza 22 settembre 1946 1ª giornata                              | Cosenza   | 1 – 1 referto | Salernitana | Campo Città di Cosenza |
| \| \| \| \| \| Demaría 60’ (rig.) \| Marcatori \| 24’ Margiotta \| |           |               |             |                        |
|                                                                    |           |               |             |                        |
| Demaría 60’ (rig.)                                                 | Marcatori | 24’ Margiotta |             |                        |

| Arbitro: | Prandi (Roma) |

|                       |           |            |
| Onorato 47’ Volpe 48’ | Marcatori | 52’ Labate |

| Arbitro: | Bonamartini (Firenze) |

|                             |           |  |
| Benedetti 75’ Margiotta 77’ | Marcatori |  |

| Salerno 13 ottobre 1946 4ª giornata                                  | Salernitana | 3 – 0 referto | Scafatese | Stadio Comunale |
| \| \| \| \| \| Pastori 6’ Valese 46’ Colaneri 87’ \| Marcatori \| \| |             |               |           |                 |
|                                                                      |             |               |           |                 |
| Pastori 6’ Valese 46’ Colaneri 87’                                   | Marcatori   |               |           |                 |

| Roma 19 ottobre 1946 5ª giornata                                                                  | Albatrastevere | 2 – 2 referto                  | Salernitana |  |
| \| \| \| \| \| Vettraino 22’ (rig.) Mancini 76’ \| Marcatori \| 9’ Volpe 46’ (aut.) Castellani \| |                |                                |             |  |
|                                                                                                   |                |                                |             |  |
| Vettraino 22’ (rig.) Mancini 76’                                                                  | Marcatori      | 9’ Volpe 46’ (aut.) Castellani |             |  |

| Salerno 27 ottobre 1946 6ª giornata                                                     | Salernitana | 5 – 0 referto | Pescara | Stadio Comunale |
| \| \| \| \| \| Vaschetto 16’, 85’ Zega 46’ Onorato 69’ Margiotta 82’ \| Marcatori \| \| |             |               |         |                 |
|                                                                                         |             |               |         |                 |
| Vaschetto 16’, 85’ Zega 46’ Onorato 69’ Margiotta 82’                                   | Marcatori   |               |         |                 |

| Salerno 3 novembre 1946 7ª giornata                                                                | Salernitana | 6 – 1 referto | Ternana | Stadio Comunale |
| \| \| \| \| \| Voccia 34’, 45’ Volpe 36’ Zega 46’, 89’ Margiotta 80’ \| Marcatori \| 79’ Tossio \| |             |               |         |                 |
| |             |               |         |                 |
| Voccia 34’, 45’ Volpe 36’ Zega 46’, 89’ Margiotta 80’                                              | Marcatori   | 79’ Tossio    |         |                 |

| Taranto 10 novembre 1946 8ª giornata                              | Arsenale Taranto | 2 – 1 referto | Salernitana | Stadio Comunale |
| \| \| \| \| \| Bellucco 63’, 65’ \| Marcatori \| 61’ Margiotta \| |                  |               |             |                 |
|                                                                   |                  |               |             |                 |
| Bellucco 63’, 65’                                                 | Marcatori        | 61’ Margiotta |             |                 |

| Rieti 17 novembre 1946 9ª giornata                                                 | Rieti     | 2 – 2 referto           | Salernitana |  |
| \| \| \| \| \| Fusco 64’ Rossi-Levi 84’ \| Marcatori \| 4’ Voccia 53’ Vaschetto \| |           |                         |             |  |
|                                                                                    |           |                         |             |  |
| Fusco 64’ Rossi-Levi 84’                                                           | Marcatori | 4’ Voccia 53’ Vaschetto |             |  |

| Salerno 24 novembre 1946 10ª giornata        | Salernitana | 1 – 0 referto | Catanzaro | Stadio Comunale |
| \| \| \| \| \| Voccia 65’ \| Marcatori \| \| |             |               |           |                 |
|                                              |             |               |           |                 |
| Voccia 65’                                   | Marcatori   |               |           |                 |

| Salerno 8 dicembre 1946 11ª giornata                        | Salernitana | 2 – 0 referto | Brindisi | Stadio Comunale |
| \| \| \| \| \| Margiotta 54’ Onorato 82’ \| Marcatori \| \| |             |               |          |                 |
|                                                             |             |               |          |                 |
| Margiotta 54’ Onorato 82’                                   | Marcatori   |               |          |                 |

| Siracusa 15 dicembre 1946 12ª giornata                 | Siracusa  | 1 – 1 referto | Salernitana |  |
| \| \| \| \| \| Flumini 25’ \| Marcatori \| 75’ Zega \| |           |               |             |  |
|                                                        |           |               |             |  |
| Flumini 25’                                            | Marcatori | 75’ Zega      |             |  |

| 22 dicembre 1946 13ª giornata |  | – La Salernitana osserva il turno di Riposo |  |  |

| Salerno 29 dicembre 1946 14ª giornata                       | Salernitana | 1 – 1 referto | Perugia | Stadio Comunale |
| \| \| \| \| \| Morisco 28’ \| Marcatori \| 45’ Lazzarini \| |             |               |         |                 |
|                                                             |             |               |         |                 |
| Morisco 28’                                                 | Marcatori   | 45’ Lazzarini |         |                 |

| Arbitro: | Fois (Roma) |

|                     |           |             |
| Busiello 54’ (aut.) | Marcatori | 16’ Calleri |

| Foggia 12 gennaio 1947 16ª giornata            | Foggia    | 1 – 0 referto | Salernitana | Stadio Pino Zaccheria |
| \| \| \| \| \| Spatuzzi 47’ \| Marcatori \| \| |           |               |             |                       |
|                                                |           |               |             |                       |
| Spatuzzi 47’                                   | Marcatori |               |             |                       |

| Palermo 19 gennaio 1947 17ª giornata | Palermo | 0 – 0 referto | Salernitana | Stadio La Favorita |

#### Girone di ritorno
| Salerno 16 febbraio 1947 18ª giornata                     | Salernitana | 1 – 1 referto | Cosenza | Stadio Comunale |
| \| \| \| \| \| Onorato 21’ \| Marcatori \| 47’ Demaría \| |             |               |         |                 |
|                                                           |             |               |         |                 |
| Onorato 21’                                               | Marcatori   | 47’ Demaría   |         |                 |

| Taranto 23 febbraio 1947 19ª giornata | Arsenaltaranto      | 0 – 2 a tavolino | Salernitana | Stadio Comunale\| Arbitro: \| Pasinetti (Venezia) \| |
| Arbitro:                              | Pasinetti (Venezia) |                  |             |                                                      |

| Lecce 2 marzo 1947 20ª giornata                | Lecce     | 1 – 0 referto | Salernitana | Stadio Carlo Pranzo |
| \| \| \| \| \| De Santis 5’ \| Marcatori \| \| |           |               |             |                     |
|                                                |           |               |             |                     |
| De Santis 5’                                   | Marcatori |               |             |                     |

| Scafati 9 marzo 1947 21ª giornata               | Scafatese | 0 – 1 referto | Salernitana |  |
| \| \| \| \| \| \| Marcatori \| 15’ Benedetti \| |           |               |             |  |
|                                                 |           |               |             |  |
|                                                 | Marcatori | 15’ Benedetti |             |  |

| Salerno 16 marzo 1947 22ª giornata                                                 | Salernitana | 5 – 0 referto | Albatrastevere | Stadio Comunale |
| \| \| \| \| \| Margiotta 31’, 70’, 76’ Onorato 40’ Colaneri 77’ \| Marcatori \| \| |             |               |                |                 |
|                                                                                    |             |               |                |                 |
| Margiotta 31’, 70’, 76’ Onorato 40’ Colaneri 77’                                   | Marcatori   |               |                |                 |

| Pescara 23 marzo 1947 23ª giornata                       | Pescara   | 2 – 0 referto | Salernitana |  |
| \| \| \| \| \| Maturo 20’ Toscani 90’ \| Marcatori \| \| |           |               |             |  |
|                                                          |           |               |             |  |
| Maturo 20’ Toscani 90’                                   | Marcatori |               |             |  |

| Terni 30 marzo 1947 24ª giornata | Ternana | 0 – 0 referto | Salernitana | Stadio Viale Brin |

| Arbitro: | Bernardi (Savona) |

|                                                 |           |  |
| Onorato 33’, 36’, 87’ Margiotta 48’ Pastori 50’ | Marcatori |  |

| Salerno 13 aprile 1947 26ª giornata                          | Salernitana | 3 – 0 referto | Rieti | Stadio Comunale |
| \| \| \| \| \| Morisco 10’ Volpe 38’, 62’ \| Marcatori \| \| |             |               |       |                 |
|                                                              |             |               |       |                 |
| Morisco 10’ Volpe 38’, 62’                                   | Marcatori   |               |       |                 |

| Catanzaro 20 aprile 1947 27ª giornata | Catanzaro | 0 – 0 referto | Salernitana | Stadio Militare |

| Brindisi 4 maggio 1947 28ª giornata                      | Brindisi  | 1 – 1 referto | Salernitana |  |
| \| \| \| \| \| Pesenti 30’ \| Marcatori \| 1’ Onorato \| |           |               |             |  |
|                                                          |           |               |             |  |
| Pesenti 30’                                              | Marcatori | 1’ Onorato    |             |  |

| Salerno 18 maggio 1947 29ª giornata                                                  | Salernitana | 3 – 2 referto              | Siracusa | Stadio Comunale |
| \| \| \| \| \| Margiotta 43’, 50’, 69’ \| Marcatori \| 9’ Mele 76’ (rig.) Casuzzi \| |             |                            |          |                 |
|                                                                                      |             |                            |          |                 |
| Margiotta 43’, 50’, 69’                                                              | Marcatori   | 9’ Mele 76’ (rig.) Casuzzi |          |                 |

| 25 maggio 1947 30ª giornata |  | – La Salernitana osserva il turno di riposo |  |  |

| Perugia 2 giugno 1947 31ª giornata                                              | Perugia   | 1 – 3 referto                  | Salernitana | Stadio Santa Giuliana |
| \| \| \| \| \| Roccasecca 80’ \| Marcatori \| 14’ Onorato 34’, 64’ Margiotta \| |           |                                |             |                       |
|                                                                                 |           |                                |             |                       |
| Roccasecca 80’                                                                  | Marcatori | 14’ Onorato 34’, 64’ Margiotta |             |                       |

| Arbitro: | Galeati (Bologna) |

|             |           |                      |
| Barbano 15’ | Marcatori | 72’ (rig.) Buzzegoli |

| Salerno 15 giugno 1947 33ª giornata                                    | Salernitana | 2 – 1 referto | Foggia | Stadio Comunale |
| \| \| \| \| \| Margiotta 5’ Onorato 30’ \| Marcatori \| 11’ Galvani \| |             |               |        |                 |
|                                                                        |             |               |        |                 |
| Margiotta 5’ Onorato 30’                                               | Marcatori   | 11’ Galvani   |        |                 |

| Salerno 22 giugno 1947 34ª giornata                  | Salernitana | 2 – 0 referto | Palermo | Stadio Comunale |
| \| \| \| \| \| Margiotta 28’, 35’ \| Marcatori \| \| |             |               |         |                 |
|                                                      |             |               |         |                 |
| Margiotta 28’, 35’                                   | Marcatori   |               |         |                 |

## Statistiche

### Statistiche di squadra
| Competizione | Punti | In casa | In casa | In casa | In casa | In casa | In casa | In trasferta | In trasferta | In trasferta | In trasferta | In trasferta | In trasferta | Totale | Totale | Totale | Totale | Totale | Totale | DR  |
| Competizione | Punti | G       | V       | N       | P       | Gf      | Gs      | G            | V            | N            | P            | Gf           | Gs           | G      | V      | N      | P      | Gf     | Gs     | DR  |
| ------------ | ----- | ------- | ------- | ------- | ------- | ------- | ------- | ------------ | ------------ | ------------ | ------------ | ------------ | ------------ | ------ | ------ | ------ | ------ | ------ | ------ | --- |
| Serie B      | 44    | 16      | 13      | 3       | 0       | 42      | 8       | 16           | 3            | 9            | 4            | 17           | 15           | 32     | 16     | 12     | 4      | 59     | 23     | +36 |

### Andamento in campionato
| Giornata  | 1 | 2 | 3 | 4 | 5 | 6 | 7 | 8 | 9 | 10 | 11 | 12 | 13 | 14 | 15 | 16 | 17 | 18 | 19 | 20 | 21 | 22 | 23 | 24 | 25 | 26 | 27 | 28 | 29 | 30 | 31 | 32 | 33 | 34 |
| --------- | - | - | - | - | - | - | - | - | - | -- | -- | -- | -- | -- | -- | -- | -- | -- | -- | -- | -- | -- | -- | -- | -- | -- | -- | -- | -- | -- | -- | -- | -- | -- |
| Luogo     | T | C | C | C | T | C | C | T | T | C  | C  | T  | -  | C  | C  | T  | T  | C  | T  | T  | T  | C  | T  | T  | C  | C  | T  | T  | C  | -  | N  | T  | V  | V  |
| Risultato | N | V | V | V | N | V | V | P | N | V  | V  | N  | -  | N  | N  | P  | N  | N  | V  | P  | V  | V  | P  | N  | V  | V  | N  | N  | V  | -  | V  | N  | V  | V  |
| Posizione | ? | ? | ? | ? | ? | ? | ? | ? | ? | ?  | ?  | ?  | ?  | ?  | ?  | ?  | ?  | ?  | ?  | ?  | ?  | ?  | ?  | ?  | ?  | ?  | ?  | ?  | ?  | ?  | ?  | ?  | ?  | 1  |

Legenda:

Luogo: N = Campo neutro; C = Casa; T = Trasferta. Risultato: R = Rinviata; V = Vittoria; N = Pareggio; P = Sconfitta.
- = Turno di riposo.

### Statistiche dei giocatori
| Giocatore    | Serie B  | Serie B |
| Giocatore    | Presenze | Reti    |
| ------------ | -------- | ------- |
| C. Benedetti | 32       | 2       |
| I. Buzzegoli | 31       | 1       |
| L. Colaneri  | 7        | 2       |
| V. Dagianti  | 28       | 0       |
| C. Jacovazzo | 27       | 0       |
| N. Lombardi  | 0        | -0      |
| F. Lomi      | 1        | 0       |
| V. Margiotta | 23       | 19      |
| P. Morisco   | 14       | 2       |
| V. Mosele    | 10       | -6      |
| E. Onorato   | 27       | 11      |
| R. Pastori   | 32       | 2       |
| A. Piccinini | 2        | 0       |
| A. Rega      | 22       | -17     |
| R. Tori      | 20       | 0       |
| A. Valese    | 16       | 1       |
| S. Vaschetto | 20       | 3       |
| V. Voccia    | 10       | 4       |
| V. Volpe     | 18       | 5       |
| O. Zega      | 13       | 4       |